# Vejoz
Véjoz (Vejos, Véjoz, Vejoces), jedno od glavnih plemena Mataco Indijanaca, porodica Mataco-Macan, u krajevima duž gorneg toka rijeke Bermejo i duž Pilcomaya na argentinskom Chacu, te susjednom području Bolivije. Vejoz Indijanci pripadaju užoj skupini južnih Mataguayosa i srodni su svojim sjevernim rođacima Hueshuo, Pesatupe i Abucheta i Mataco Indijncima Güisnay i Noctenes ili Oktenai, ali se jezično po dijalektima razlikuju. Oko 25.000 (1991) živi ih u provincijama Chaco, Formosa, Salta i Jujuy. 
Jezik im se zove wichí lhamtés vejoz.

## Vanjske poveznice
- I. Pueblos Originarios Del Chaco  Arhivirana inačica izvorne stranice od 14. ožujka 2008. (Wayback Machine)